# Hans Zimmer
Hans Florian Zimmer (Fráncfort, 12 de septiembre de 1957) es un compositor de bandas sonoras alemán, que se caracteriza por la integración de música electrónica y arreglos sinfónico-orquestales. Ha sido acreedor a reconocimientos cinematográficos como los Globos de oro, BAFTA, Emmy, Saturn, Grammy, además de dos Óscar de la Academia por su trabajo en El rey león (1994) y Dune (2021), premios a los que ha sido nominado en otras 10 ocasiones desde 1988 con Rain man. En la actualidad es considerado uno de los compositores más sobresalientes de Hollywood, apodado por gran parte de la crítica como «el omnipresente Zimmer» por sus numerosas apariciones, ya sea como compositor principal o como colaborador de alguno de sus múltiples discípulos.

## Biografía
En una entrevista con la cadena de televisión alemana ZDF en 2006, comentó: "Mi padre murió cuando yo era apenas un niño, y me refugié de alguna manera en la música y la música ha sido mi mejor amiga", Zimmer es de origen judío, reconociendo en varias entrevistas estar orgulloso de seguir dicha religión.
De pequeño recibió clases de piano, más tarde se trasladó a Londres entrando en el mundo de la música durante una larga colaboración con su mentor Stanley Myers. En la década de 1970, integró la banda Krakatoa, al lado de Nigel Glockler y Dave Poxon, futuros baterista y manager de Saxon, respectivamente. A comienzos de los ochenta se sumergió en el mundo del synthpop y new wave, formando The Camera Club con Bruce Woolley, de The Buggles, y Thomas Dolby, y después, Helden, al lado de Warren Cann, baterista de Ultravox, y Zaine Griff. Cabe destacar que acompañó al grupo español Mecano en un concierto celebrado en Segovia el 8 de noviembre de 1984 y que colaboró con Nacho Cano en la producción del tema instrumental que abre el álbum homónimo ¿Dónde está el país de las hadas? En 1986, realizó su primer trabajo autónomo en Vardo, aunque siguió colaborando con Myers hasta 1988. También apareció cuando tenía 22 años en el vídeo musical de la famosa canción "Video Killed the Radio Star", en el minuto 2:53, tocando el piano eléctrico.
Años más tarde de la tragedia de Denver conocida como masacre de Aurora de 2012, donde murieron 12 personas y otras 50 aproximadamente fueron gravemente heridas al ser fusiladas por un intruso en la sala durante la emisión de "The Dark Knight Rises" la última de la trilogía del Batman de Christopher Nolan, Hans Zimmer da a conocer públicamente sus condolencias para las familias de los afectados y postea en las redes sociales un track llamado "Aurora" en conmemoración a las víctimas de dicha tragedia. El track se puede encontrar en su sitio web personal y el mismo fue realizado para recaudar fondos que luego serán donados a las familias de los afectados en la tragedia de Denver.
Es dueño de la empresa de música cinematográfica Remote Control Productions en Santa Mónica, California. Se instaló en California y se naturalizó como ciudadano estadounidense.

### Años 1988 y 1990
1988 es un año que determina un punto de inflexión en la carrera de Zimmer. La composición de la banda sonora de la película ganadora del Óscar Rain Man, de Barry Levinson, significaría su primera nominación a la estatuilla y que el mundo cinematográfico centrara su atención en el entonces joven compositor, autor de melodías muy rítmicas, con temas muy identificativos y totalmente acoplables a una película. Tras el éxito de Rain Man, Zimmer se integra en Hollywood y realiza dos trabajos muy importantes: Black Rain y Paseando a Miss Daisy; además de la legendaria Thelma & Louise entre otros trabajos en películas de carácter más comercial como Días de Trueno, caracterizadas por su sello inconfundible.
Tras sus valorados trabajos en dos películas que llegaron a ser ganadoras de los Óscars a principios de los 90, Zimmer se consolida como un talento en Hollywood. Condición que se consagra en 1994 con su trabajo para Walt Disney en el El rey león, banda sonora que le valió su primer premio Óscar.
En 1996, la banda sonora de la película titulada La Roca dirigida por Michael Bay y protagonizada por Nicolas Cage, Sean Connery y Ed Harris es nominada al premio Oscar al mejor sonido.
En 1998, la banda sonora de la ambiciosa producción animada de DreamWorks, El príncipe de Egipto, de la que es autor, es nominada a los Globos de Oro, Óscars, Saturn y OFCS Awards. Ese mismo año realiza la banda sonora de la película La delgada línea roja de Terrence Malick, nominada en los Óscars en la categoría de mejor música de drama.

### Años 2000
La segunda mitad de los 90y los 2000 destacan sobre manera en la carrera musical de Hans Zimmer, teniendo en cuenta la gran cantidad de nominaciones de sus trabajos, sobre todo, en los principales premios cinematográficos como son los Óscars (7 nominaciones, 8 si añadimos la nominación de Rain man en 1988) y los Globos de oro con 9 nominaciones de las cuales 8 se otorgan casi consecutivamente desde 2000. Forman parte de estas nominaciones sus trabajos en: Origen (2010), El desafío - Frost contra Nixon (2008), El código Da Vinci (2006), Spanglish (2004), El último samurái (2003), Spirit: El corcel indomable (2002), Pearl Harbor (2001) o Gladiator (2000), esta última la única que consigue el Globo.
Así, en 2000 destaca en su autoría para la película The Road to El Dorado; además en este año destaca al componer la banda sonora para la película Gladiator del director Ridley Scott y ganadora del premio Óscar a mejor película de ese año; trabajo que desarrolla con la colaboración de Klaus Badelt (con quien compartirá de nuevo realización en Piratas del Caribe) y Lisa Gerrard. Ese año, la banda sonora de Gladiator resultará nominada en la mayoría de premios cinematográficos y musicales como por ejemplo los Óscars, BAFTA, Saturn, Grammy, además de los Globos de oro y Satellite, ganando estos dos últimos en 2001 entre otros como los ASCAP.
En los 2000, Zimmer desarrolla bandas sonoras originales e innovadoras con elementos muy distintos a sus primeros trabajos, como es el caso de «El último samurái», trabajo por el que consigue la nominación a los Globos de Oro y consiguiendo el Saturn entre otros premios menores. También forman parte de estos trabajos las tres secuelas de «Piratas del Caribe», en las cuales ha ido perfeccionando e innovando progresivamente el trabajo de su alumno Klaus Badelt.
En 2005, compuso la música de Batman para la película Batman Begins del director Christopher Nolan en la cual colaboró con James Newton Howard. En 2008, la dupla repitió en la segunda entrega de la saga, The Dark Knight, una película cuya banda sonora también fue nominada en varios certámenes, algunos de la talla de los BAFTA, consiguiendo el premio en su categoría en los Grammy y Saturn entre otros.
En 2007, fue contratado por los productores de película de los Simpson para encargarse de su banda sonora, escribiendo para ella su práctica totalidad, además de versionar el popular tema de Danny Elfman de estos personajes. En 2008, compuso The Traveling Song para Madagascar 2: Escape de África.
Sus trabajos no solo se quedan en Europa y América sino que también alcanzan Japón donde trabaja en la composición, junto a otros creadores, de la banda sonora del anime japonés Blood+.
Zimmer ha trabajado en repetidas ocasiones con el director Ron Howard, musicalizando las películas El Código Da Vinci, Ángeles y Demonios, Frost/Nixon y Rush (película) y con la escritora y realizadora Nancy Meyers en The Holiday y Something's Gotta Give.
Por primera vez el compositor se sumergió en el mundo de los videojuegos creando la banda sonora del juego de Infinity Ward, Call of Duty: Modern Warfare 2 que salió a la venta el 10 de noviembre de 2009.
Además, la banda finlandesa de power metal sinfónico Nightwish, ha usado sus piezas como intro para sus presentaciones, algunas de ellas han sido «Red Warrior», de El último samurái, en el Once Tour 2004-2005 y Resurrection en el Dark Passion Play Tour 2007-2009.

### Años 2010
Obtuvo una nominación al Óscar en 2010, como compositor de la mejor banda sonora debido a su trabajo en la película Sherlock Holmes. Durante el mismo año realizó la banda sonora de las películas Megamind e Inception, esta última nominada en 2011 en prácticamente todos los "premios mayores" desde los Globos de Oro, pasando por los Óscars, los Grammy o los BAFTA ganando sólo algunos premios de menor calado como los Phoenix Film Critics Society Awards o los Mundo BSO otorgado por votación de los cibernautas gracias al mismo filme. En ese mismo año también fue nominado a los Emmy por su trabajo en la miniserie de HBO The Pacific.
Ya en 2011, continúa su relación con la saga Piratas del Caribe y la cuarta entrega de la misma, y compone el tema principal del videojuego Crysis 2, lanzado en PlayStation 3, Xbox 360 y PC.
En 2014, obtiene de nuevo la nominación a los premios Óscar, a los Globos de Oro y a los premios BAFTA con la banda sonora de la película Interstellar y en ese mismo año reemplaza a James Horner como compositor para la banda sonora de The Amazing Spider-Man 2: Rise of Electro.
En 2018, compone una canción inspirada en la Champions League para el tráiler del famoso simulador de fútbol FIFA 19, que anuncia la inclusión de esta en el videojuego.
El 22 de agosto de 2018, Zimmer fue anunciado como el compositor para la música para Wonder Woman 1984. El 18 de marzo de 2019, se anunció que Hans Zimmer compondría la música para la película de Denis Villeneuve, Dune. En junio de 2019, Zimmer fue contratado para crear los sonidos del autómovil de concepto de BMW, el Vision M Next.
El 6 de enero de 2020, se anunció que estaría fungiendo como compositor para la película de James Bond, Sin tiempo para morir después que el compositor original Dan Romer se salió del proyecto. El 26 de febrero de 2020, la liga de futbol Soccer en EE. UU. (La Major League Soccer) presentó su himno para su temporada número 25 en 2020, compuesto por Zimmer.
También en 2020, Zimmer compuso la música para Hillbilly, una elegía rural.

## Premios y nominaciones
Zimmer ha sido nominado en la categoría de mejor banda sonora original en doce ocasiones a los Premios Óscar, y en quince, a los Globo de oro. También es de destacar su participación en la miniserie de HBO The Pacific (2010), ambientada en el teatro del Pacífico de la Segunda Guerra Mundial y por la que recibió su primera nominación a los Emmy en 2010.
Premios Óscar
| Año  | Película           | Categoría             | Resultado |
| ---- | ------------------ | --------------------- | --------- |
| 1989 | Mejor banda sonora | Rain man              | Nominado  |
| 1995 | Mejor banda sonora | El rey león           | Ganador   |
| 1997 | Mejor banda sonora | The Preacher's Wife   | Nominado  |
| 1998 | Mejor banda sonora | Mejor... imposible    | Nominado  |
| 1999 | Mejor banda sonora | La delgada línea roja | Nominado  |
| 1999 | Mejor banda sonora | El príncipe de Egipto | Nominado  |
| 2001 | Mejor banda sonora | Gladiator             | Nominada  |
| 2010 | Mejor banda sonora | Sherlock Holmes       | Nominada  |
| 2011 | Mejor banda sonora | Inception             | Nominada  |
| 2015 | Mejor banda sonora | Interstellar          | Nominada  |
| 2018 | Mejor banda sonora | Dunkerque             | Nominada  |
| 2022 | Mejor banda sonora | Dune                  | Ganador   |

Globos de Oro
| Año  | Película                         | Resultado |
| ---- | -------------------------------- | --------- |
| 1994 | El rey león                      | Ganador   |
| 1998 | El príncipe de Egipto            | Nominada  |
| 2000 | Gladiator                        | Ganador   |
| 2001 | Pearl Harbor                     | Nominada  |
| 2002 | Spirit: Stallion of the Cimarron | Nominada  |
| 2003 | El último samurái                | Nominada  |
| 2004 | Spanglish                        | Nominada  |
| 2006 | El código Da Vinci               | Nominada  |
| 2008 | Frost/Nixon                      | Nominada  |
| 2011 | Inception                        | Nominada  |
| 2013 | 12 Years a Slave                 | Nominada  |
| 2015 | Interstellar                     | Nominada  |
| 2017 | Hidden Figures                   | Nominada  |
| 2018 | Dunkerque                        | Nominada  |
| 2022 | Dune                             | Ganador   |

BAFTA
| Año  | Categoría             | Película          | Resultado |
| ---- | --------------------- | ----------------- | --------- |
| 2022 | Mejor música original | Dune              | Ganador   |
| 2018 | Mejor música original | Dunkerque         | Nominada  |
| 2018 | Mejor música original | Blade Runner 2049 | Nominada  |
| 2015 | Mejor música original | Interstellar      | Nominada  |
| 2014 | Mejor música original | 12 Years a Slave  | Nominada  |
| 2011 | Mejor música original | Inception         | Nominada  |
| 2009 | Mejor música original | The Dark Knight   | Nominada  |
| 2001 | Mejor música original | Gladiator         | Nominada  |
| 1995 | Mejor música original | El rey león       | Nominada  |
| 1992 | Mejor música original | Thelma & Louise   | Nominada  |

Premios Grammy
| Año  | Categoría                                                                               | Trabajo                                    | Resultado |
| ---- | --------------------------------------------------------------------------------------- | ------------------------------------------ | --------- |
| 2019 | Mejor banda sonora compilada para medios visuales                                       | El rey león                                | Nominada  |
| 2018 | Mejor banda sonora compilada para medios visuales                                       | Blade Runner 2049                          | Nominada  |
| 2017 | Mejor banda sonora compilada para medios visuales                                       | Dunkerque                                  | Nominada  |
| 2017 | Mejor banda sonora compilada para medios visuales                                       | Hidden Figures                             | Nominada  |
| 2015 | Mejor banda sonora compilada para medios visuales                                       | Interstellar                               | Nominada  |
| 2012 | Mejor banda sonora compilada para medios visuales                                       | The Dark Knight Rises                      | Nominada  |
| 2010 | Mejor álbum de banda sonora compilada para una película, televisión u otro medio visual | Inception                                  | Nominada  |
| 2010 | Mejor álbum de banda sonora compilada para una película, televisión u otro medio visual | Sherlock Holmes                            | Nominada  |
| 2008 | Mejor álbum de banda sonora compilada para una película, televisión u otro medio visual | The Dark Knight                            | Ganador   |
| 2006 | Mejor álbum de banda sonora compilada para una película, televisión u otro medio visual | El código Da Vinci                         | Nominada  |
| 2006 | Mejor álbum de banda sonora compilada para una película, televisión u otro medio visual | Pirates of the Caribbean: Dead Man's Chest | Nominada  |
| 2000 | Mejor álbum de banda sonora compilada para una película, televisión u otro medio visual | Gladiator                                  | Nominada  |
| 1999 | Mejor álbum de banda sonora                                                             | El príncipe de Egipto                      | Nominada  |
| 1995 | Mejor composición instrumental escrita para una película o para televisión              | Marea roja                                 | Ganador   |
| 1994 | Mejor composición instrumental escrita para una película o para televisión              | El rey león                                | Nominada  |
| 1994 | Mejor álbum musical para niños                                                          | El rey león                                | Ganador   |
| 1994 | Mejor arreglo instrumental acompañado de voces                                          | «Circle of Life»                           | Ganador   |
| 1990 | Mejor composición instrumental escrita para una película o para televisión              | Driving Miss Daisy                         | Nominada  |

Premios Emmy
| Año  | Categoría                                                         | Trabajo     | Resultado |
| 2017 | Mejor tema musical principal original                             | Genius      | Nominada  |
| 2010 | Mejor composición musical para una miniserie, película o especial | The Pacific | Nominada  |

Premios Tony
| Año  | Categoría                   | Trabajo     | Resultado |
| ---- | --------------------------- | ----------- | --------- |
| 1998 | Mejor banda sonora original | El rey león | Nominada  |

## Filmografía
| Año  | Título                                                 | Profesión                                |
| ---- | ------------------------------------------------------ | ---------------------------------------- |
| 1982 | Trabajo clandestino                                    | Compositor                               |
| 1984 | Historia de O: Segunda parte                           | Compositor                               |
| 1985 | El Lightship, el buque-faro                            | Compositor                               |
| 1985 | Mi hermosa lavandería                                  | Compositor                               |
| 1986 | Los Zero Boys                                          | Compositor                               |
| 1988 | La casa de papel                                       | Compositor                               |
| 1988 | Rain Man (El hombre de la lluvia)                      | Compositor                               |
| 1988 | Secreto en llamas                                      | Compositor                               |
| 1988 | Un mundo aparte                                        | Compositor                               |
| 1989 | Black Rain                                             | Compositor                               |
| 1989 | Cuerpo de élite                                        | Compositor                               |
| 1989 | Paseando a Miss Daisy                                  | Compositor                               |
| 1990 | De repente, un extraño                                 | Compositor                               |
| 1990 | Días de trueno                                         | Compositor                               |
| 1990 | Dos pájaros a tiro                                     | Compositor                               |
| 1990 | El gángster y la corista                               | Compositor                               |
| 1990 | Matrimonio de conveniencia                             | Compositor                               |
| 1991 | Regarding Henry                                        | Compositor                               |
| 1991 | Fools of fortune (Un tiempo pasado)                    | Compositor                               |
| 1991 | Backdraft                                              | Compositor                               |
| 1991 | Thelma & Louise                                        | Compositor                               |
| 1992 | Ellas dan el golpe                                     | Compositor                               |
| 1992 | K2                                                     | Compositor                               |
| 1992 | Radio Flyer                                            | Compositor                               |
| 1992 | La fuerza de uno                                       | Compositor                               |
| 1992 | Toys (Fabricando ilusiones)                            | Compositor                               |
| 1993 | Amor a quemarropa                                      | Compositor                               |
| 1993 | Jamaica bajo cero                                      | Compositor                               |
| 1993 | Sniper                                                 | Músicas adicionales (compositor)         |
| 1993 | La asesina                                             | Compositor                               |
| 1993 | La casa de los espíritus                               | Compositor                               |
| 1993 | La chica del calendario                                | Compositor                               |
| 1994 | Aprendiendo a vivir                                    | Compositor                               |
| 1994 | El rey león                                            | Compositor                               |
| 1994 | Más allá de Rangún                                     | Compositor                               |
| 1994 | Salto al peligro                                       | Compositor                               |
| 1994 | Un poeta entre reclutas                                | Compositor                               |
| 1995 | Algo de qué hablar                                     | Compositor                               |
| 1995 | Dos muertes                                            | Compositor                               |
| 1995 | Marea roja                                             | Compositor                               |
| 1995 | Nueve meses                                            | Compositor                               |
| 1996 | Broken Arrow                                           | Compositor                               |
| 1996 | The Whole Wide World                                   | Compositor                               |
| 1996 | Fanático                                               | Compositor                               |
| 1996 | La mujer del predicador                                | Compositor                               |
| 1996 | La roca                                                | Compositor                               |
| 1996 | Los Teleñecos en la Isla del Tesoro                    | Compositor                               |
| 1996 | Smila, misterio en la nieve                            | Compositor                               |
| 1997 | El pacificador                                         | Compositor                               |
| 1997 | Mejor... imposible                                     | Compositor                               |
| 1998 | El príncipe de Egipto                                  | Compositor                               |
| 1998 | The Lion King II: Simba's Pride                        | Compositor (banda sonora de la película) |
| 1998 | La delgada línea roja                                  | Compositor                               |
| 2000 | Chill Factor                                           | Compositor                               |
| 2000 | Gladiator                                              | Compositor                               |
| 2000 | The Road to El Dorado                                  | Compositor                               |
| 2000 | Riding in Cars with Boys                               | Compositor                               |
| 2000 | Misión imposible 2                                     | Compositor                               |
| 2000 | An Everlasting Piece                                   | Compositor                               |
| 2001 | Black Hawk Down                                        | Compositor                               |
| 2001 | The Pledge                                             | Compositor                               |
| 2001 | Hannibal                                               | Compositor                               |
| 2001 | Invencible                                             | Compositor, asesor musical               |
| 2001 | Ósmosis Jones                                          | Compositor                               |
| 2001 | Pearl Harbor                                           | Compositor                               |
| 2002 | Spirit: el corcel indomable                            | Compositor                               |
| 2002 | The Ring                                               | Compositor                               |
| 2003 | Something's Gotta Give                                 | Compositor                               |
| 2003 | El último samurái                                      | Compositor                               |
| 2003 | Lágrimas del sol                                       | Compositor                               |
| 2003 | Matchstick Men                                         | Compositor                               |
| 2003 | Pirates of the Caribbean: The Curse of the Black Pearl | Compositor                               |
| 2004 | El espantatiburones                                    | Compositor                               |
| 2004 | El rey Arturo                                          | Compositor                               |
| 2004 | La Estrella de Laura                                   | Compositor                               |
| 2004 | Spanglish                                              | Compositor                               |
| 2004 | Thunderbirds                                           | Compositor                               |
| 2005 | Batman Begins                                          | Compositor                               |
| 2005 | El hombre del tiempo                                   | Compositor                               |
| 2005 | Madagascar                                             | Compositor                               |
| 2005 | The Ring Two                                           | Compositor                               |
| 2006 | El código Da Vinci                                     | Compositor                               |
| 2006 | Pirates of the Caribbean: Dead Man's Chest             | Compositor                               |
| 2006 | Urmel aus dem Eis                                      | Compositor                               |
| 2006 | The Holiday                                            | Compositor                               |
| 2007 | Los Simpson: la película                               | Compositor                               |
| 2007 | August Rush                                            | Compositor                               |
| 2007 | Piratas del Caribe: en el fin del mundo                | Compositor                               |
| 2008 | The Dark Knight                                        | Compositor                               |
| 2008 | Frost/Nixon                                            | Compositor                               |
| 2008 | Kung Fu Panda                                          | Compositor                               |
| 2008 | The Burning Plain                                      | Compositor                               |
| 2008 | Madagascar 2                                           | Compositor                               |
| 2009 | Call of Duty: Modern Warfare 2                         | Compositor                               |
| 2009 | Ángeles y demonios                                     | Compositor                               |
| 2009 | It's Complicated                                       | Compositor                               |
| 2009 | Sherlock Holmes                                        | Compositor                               |
| 2010 | How Do You Know                                        | Compositor                               |
| 2010 | Despicable Me                                          | Productor musical                        |
| 2010 | Kung Fu Panda: El festival de invierno                 | Compositor                               |
| 2010 | Megamind                                               | Compositor                               |
| 2010 | Inception                                              | Compositor                               |
| 2011 | The Dilemma                                            | Compositor                               |
| 2011 | Kung Fu Panda 2                                        | Compositor                               |
| 2011 | Megamind : The Button of Doom (cortometraje)           | Compositor                               |
| 2011 | Pirates of the Caribbean: On Stranger Tides            | Compositor                               |
| 2011 | Rango                                                  | Compositor                               |
| 2011 | Sherlock Holmes: Juego de sombras                      | Compositor                               |
| 2011 | El rey león (3D)                                       | Músico                                   |
| 2011 | Crysis 2                                               | Compositor                               |
| 2012 | The Dark Knight Rises                                  | Compositor                               |
| 2012 | Madagascar 3: Europe's Most Wanted                     | Compositor                               |
| 2013 | 12 Years a Slave                                       | Compositor                               |
| 2013 | El hombre de acero                                     | Compositor                               |
| 2013 | El Llanero Solitario                                   | Compositor                               |
| 2013 | Hansel y Gretel: cazadores de brujas                   | Productor musical                        |
| 2013 | Mr. Morgan's Last Love                                 | Compositor                               |
| 2013 | Rush                                                   | Compositor                               |
| 2014 | Winter's Tale                                          | Compositor                               |
| 2014 | Divergente                                             | Productor musical                        |
| 2014 | Interstellar                                           | Compositor                               |
| 2014 | The Amazing Spider-Man 2: Rise of Electro              | Compositor                               |
| 2014 | Transformers: la era de la extinción                   | Productor musical                        |
| 2015 | Chappie                                                | Compositor                               |
| 2015 | El principito                                          | Compositor                               |
| 2015 | Freeheld                                               | Compositor                               |
| 2015 | La dama de oro                                         | Compositor                               |
| 2015 | Sons of Liberty                                        | Compositor                               |
| 2015 | Terminator Génesis                                     | Productor musical                        |
| 2016 | Batman v Superman: Dawn of Justice                     | Compositor                               |
| 2016 | The Last Face                                          | Compositor                               |
| 2016 | Hidden Figures                                         | Compositor                               |
| 2016 | Inferno                                                | Compositor                               |
| 2016 | Kung Fu Panda 3                                        | Compositor                               |
| 2017 | Blade Runner 2049                                      | Compositor                               |
| 2017 | Dunkerque                                              | Compositor                               |
| 2017 | The Boss Baby                                          | Compositor                               |
| 2018 | Viudas                                                 | Compositor                               |
| 2018 | Blue Planet 2                                          | Compositor                               |
| 2019 | Dark Phoenix                                           | Compositor                               |
| 2019 | El rey león                                            | Compositor                               |
| 2020 | The SpongeBob Movie: Sponge on the Run                 | Compositor                               |
| 2020 | Hillbilly, una elegía rural                            | Compositor                               |
| 2020 | Wonder Woman 1984                                      | Compositor                               |
| 2021 | The Survivor                                           | Compositor                               |
| 2021 | Sin tiempo para morir                                  | Compositor                               |
| 2021 | Dune                                                   | Compositor                               |
| 2021 | The Boss Baby: Family Business                         | Compositor                               |
| 2022 | El hijo                                                | Compositor                               |
| 2022 | Top Gun: Maverick                                      | Compositor                               |
| 2024 | Kung Fu Panda 4                                        | Compositor                               |
| 2024 | Dune: Part Two                                         | Compositor                               |
| 2025 | F1                                                     | Compositor                               |